# Lorenzo De Mari
Il Serenissimo Lorenzo De Mari (Genova, 1685 – Genova, 16 aprile 1772) fu il 157º doge della Repubblica di Genova e re di Corsica.

## Biografia

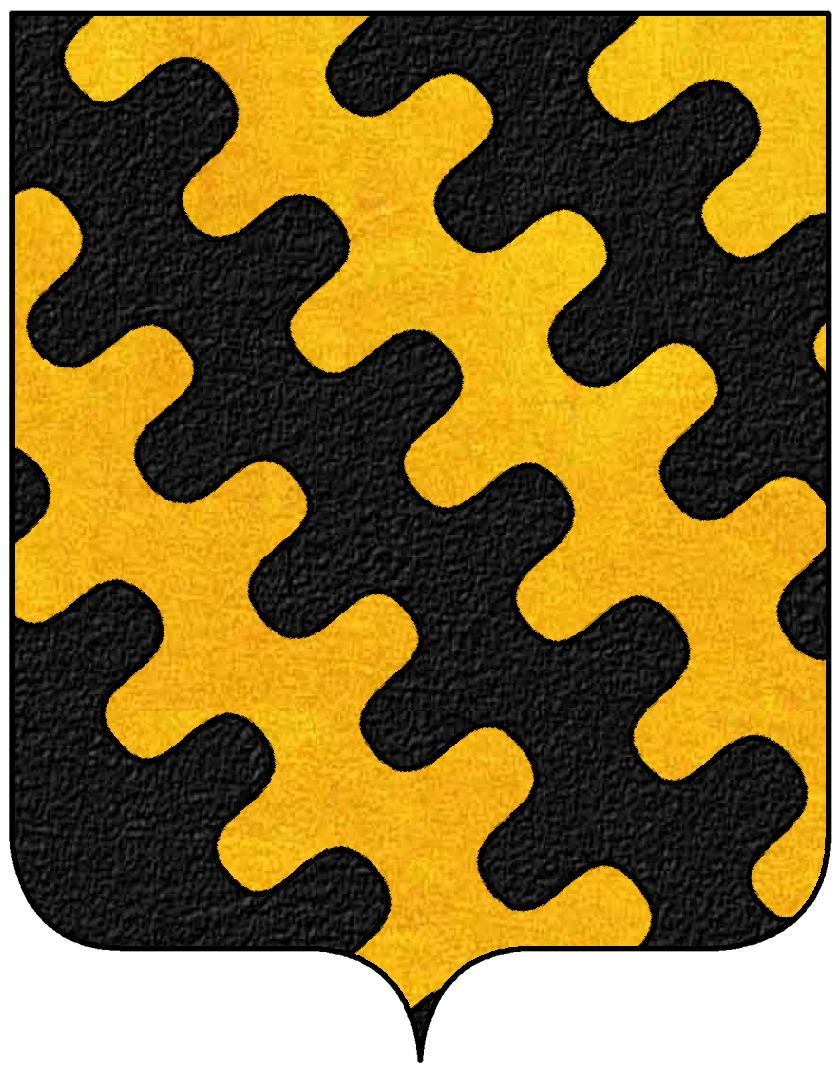
Stemma nobiliare dei De Mari

### Primi anni
Nipote del doge Stefano De Mari (biennio 1663-1665) e figlio di Nicolò e Violantina Sauli, nacque a Genova nella prima metà del 1685; l'atto di battesimo, depositato presso la chiesa di San Vincenzo, è datato al 17 luglio. Gli zii Girolamo De Mari e Domenico Maria De Mari furono a loro volta dogi di Genova tra la fine del Seicento e l'inizio del Settecento: lo stesso Lorenzo, poco più che ventenne, compose e diede alle stampe una raccolta di sonetti per la cerimonia d'incoronazione nella cattedrale di San Lorenzo dello zio Domenico Maria.
Anche dopo gli studi scolastici presso le pubbliche scuole rette dai padri barnabiti, Lorenzo De Mari rimase legato per tutta la vita alle materie e alle arti poetiche-letterarie, tanto che nel 1737 altri suoi sonetti furono pubblicati a Venezia o ancora mantenendo rapporti con il letterato e storico bresciano Giammaria Mazzuchelli.
Il primo incarico pubblico al servizio della Repubblica di Genova lo ricoprì nel 1713 nella mansione di magistrato straordinario, incarico in cui venne rieletto pure nel 1715. L'anno successivo fu tra i conservatori del Mare, una magistratura genovese con potere regolamentare e giudicante in tutte quelle questioni legate al mare e alla marineria. Successivamente, per oltre dieci anni, il nome del nobile Lorenzo De Mari non compare in alcun impiego pubblico: è probabile che quale esponente della famiglia si sia impiegato nelle proprie gestioni armatoriali. Nel 1727 fu tra i provvisori del Vino e nel 1728 incaricato nelle tre magistrature della Protezione dei Confini, degli Affari di Corsica e delle Vettovaglie. Nei successivi quindici anni la figura del De Mari fu intensa: più volte protettore delle Compere di San Giorgio; inquisitore di Stato nel 1736 e 1744; sindacatore supremo nel 1731 e 1736; sindacatore per la Riviera di Ponente nel 1741; governatore della Repubblica nel 1742.
Tra gli incarichi, tra il 1732 e il 1733 gli fu affidata un'ambasceria straordinaria presso la corte del Ducato di Milano. Nella capitale meneghina nacque infatti una controversia monetaria tra la Repubblica di Genova e lo stato lombardo dopo le dichiarazioni del magistrato Ordinario di Milano, il marchese Castiglioni, che dichiarò gli zecchini genovesi coniati tra il 1730 e il 1731 "non ricevibili" per una presunta falsificazione. L'ambasciatore straordinario Lorenzo De Mari giunse a Milano il 20 novembre 1732 dove, lo stesso giorno, chiese e ottenne udienza al governatore austriaco Wirich Philipp von Daun. E dopo un rapido controllo delle monete in alcune zecche italiane ed europee - tra queste, Firenze e Londra - e accertata la validità delle stesse, riuscì a stretto giro ad annullare la disposizione del Castiglioni.
Per la buona riuscita del caso lo stesso governo genovese gli diede pubblico plauso e, a mo' di fiducia, gli propose la trattazione della "questione di Corsica" negli ambienti politici dello stato milanese. Lorenzo De Mari accettò l'incarico, ma dopo "aver inghiottito amari bocconi" - così come testualmente scrisse in una lettera inviata a Genova il 30 aprile 1733 - e appurata una certa ostilità personale nei suoi confronti, verosimilmente avrebbe accettato di buon grado un suo ritorno nella capitale genovese. Restò tuttavia a Milano per altri quattro mesi in qualità di ministro della Repubblica per gli Affari straordinari e solo dopo la genovese dichiarazione di guerra al Regno di Sardegna (10 ottobre 1733) lasciò il ducato alla volta di Genova in quello stesso fine ottobre.
Probabilmente nella capitale ancora ricoprì incarichi pubblici - tra questi la presidenza degli inquisitori di Stato dal dicembre 1743 - che furono annullati per la sua nomina il 1º febbraio 1744 quale nuovo doge di Genova: la centododicesima in successione biennale e la centocinquantasettesima nella storia repubblicana; in qualità di doge fu investito anche della correlata carica biennale di re di Corsica. La votazione del Gran Consiglio fu di 260 voti a favore su 380.

### Il dogato e gli ultimi anni
Incoronato ufficialmente il 18 luglio nella cattedrale genovese, la cerimonia religiosa e civile fu officiata dal padre barnabita Gerolamo Della Torre, suo amico personale e celebrante per espressa volontà del neo doge.
Accantonata per il momento la questione corsa, nonostante la non cessata ostilità della popolazione dell'isola verso i Genovesi, ora fomentata anche dal governo francese che solamente qualche anno prima prese parte alle operazioni militari di soppressione delle rivolte dei Corsi, fu l'obbligata cessione del Marchesato di Finale al Regno di Sardegna la nuova "spina nel fianco" della repubblica genovese e, indirettamente, del doge De Mari. Il trattato di Worms del 13 settembre 1743 stabilì il passaggio del territorio del Finalese verso lo stato sabaudo, una decisione che nonostante le vive proteste del governo di Genova, con a capo il precedente doge Domenico Canevaro, fu indiscriminatamente accordata tra Giorgio II di Gran Bretagna, Maria Teresa d'Austria e Carlo Emanuele III di Savoia.
Ciò provocò, oltre alla perdita di questa parte del ponente ligure, malumore e contrasti in tutti gli ambienti genovesi e caratterizzò in toto la gestione dogale biennale di Lorenzo De Mari: quasi a nulla o pressoché minime risultarono le successive trattative operate dalla Repubblica di Genova. Tra queste gli accordi del trattato di Aranjuez del 1º maggio 1745 dove lo stato ligure, in cambio della protezione dell'intero territorio (comprensivo del ceduto marchesato finalese), s'impegnava a fornire 100.000 uomini d'armi alla Francia di Luigi XV, alla Spagna di Filippo V e al re di Napoli e Sicilia Carlo di Borbone, uniti contro gli Austro-Sardi nella guerra di successione austriaca. Un'accettazione quella di Genova che fu considerata altresì onerosa e che produsse una sorta di sfiducia o comunque inadeguatezza al ruolo del doge in carica: uno stato d'animo che, stando alle fonti storiche, fu interpretato se non pienamente confessato dallo stesso Lorenzo De Mari che all'inizio delle ostilità suggerì al Senato Giovanni Francesco Brignole Sale quale comandante in capo dell'esercito genovese e soprattutto quale suo successore nelle imminenti votazioni del Gran Consiglio.
Cessata la carica dogale il 1º febbraio 1746, la figura "profondamente religiosa" del De Mari fu individuata dal governo quale attuatore di un apposito e straordinario piano di tassazione del 25% sui beni della Chiesa per sopperire alle spese di guerra e possibilmente "con vigore in perpetuo". E fu sempre l'ex doge a promuovere negli ambienti ecclesiastici donazioni e contributi volontari degli ordini religiosi alla causa bellica della Repubblica.
Al termine del conflitto europeo, dopo la ratificazione del trattato di Aquisgrana (18 maggio 1748), la carriera pubblica di Lorenzo De Mari proseguì quale responsabile della costruzione e del rifacimento dei forti danneggiati e, per oltre vent'anni, facente parte della giunta dei Confini. Fu anche protettore del Santo Uffizio e della deputazione al Culto e alle monache.
A Genova morì il 16 aprile 1772 e venne sepolto nella chiesa di Santa Maria della Sanità. Non contrasse nessun matrimonio e conseguentemente non ebbe prole.